# Jules-François de Simony
Pour les articles homonymes, voir Simony.
Jules-François de Simony (né à Toulon le 28 juillet 1770 mort à Soissons le 24 février 1849) est un ecclésiastique français qui fut évêque de Soissons de 1824 à 1847.

## Biographie
Né à Toulon en juillet 1770, d'une ancienne famille originaire de Toscane, il est destiné à une carrière ecclésiastique. Après ses premières études à Toulon, il rejoint Paris pour des cours de philosophie et entre au séminaire d'Issy en 1787. Il devient professeur de théologie. Avec la Révolution française, sa communauté est dissoute. Il entre au petit séminaire Saint-Sulpice en 1808 et est ordonné deux ans après. Grand-vicaire du diocèse de Chartres en 1821 il devient aumônier du comte d'Artois en 1823. Il est choisi par Charles X comme évêque de Soissons en décembre 1824 et confirmé par le Saint-Siège le 21 mars 1825. Il reçoit la consécration épiscopale en avril 1825 et installé à Soissons en mai. En juin 1828, il est autorisé par bref pontifical de porter le titre d'« évêque de Soissons et Laon ». Affaibli par l'âge, il remet en mai 1847 sa démission à Pie IX qui l'accepte en août. Il se retire dans le grand séminaire de Soissons où il meurt en février 1849.